# Jądra plemnikowe

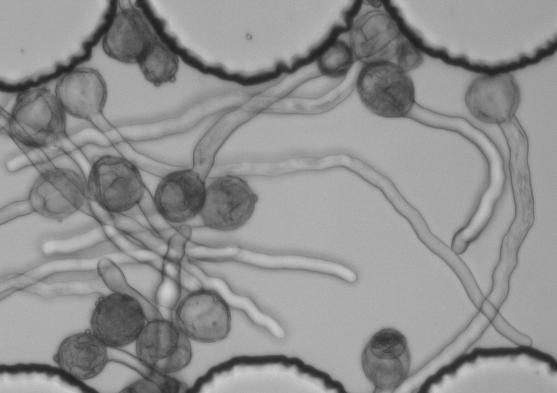
Do rodni komórki plemnikowe dostają poprzez łagiewkę pyłkową

Jądra plemnikowe, komórki plemnikowe – powstają z nieobłonionej komórki generatywnej znajdującej się w ziarnach pyłku (gametoficie męskim o liczbie chromosomów = 1n). U wielu gatunków komórki plemnikowe powstają jeszcze zanim pyłek opuści woreczek pyłkowy. U innych do podziału komórki generatywnej dochodzi dopiero po wytworzeniu łagiewki. Komórki plemnikowe nie mają wici, a za ich dostarczenie do komórki jajowej odpowiada łagiewka pyłkowa powstająca z komórki wegetatywnej pyłku. W przypadku roślin okrytozalążkowych jedno z jąder plemnikowych łączy się z jądrem komórki jajowej, a druga zlewa się z dwoma jądrami biegunowymi lub diploidalnym jądrem wtórnym komórki centralnej. Z zapłodnionej komórki centralnej wykształca się triploidalne bielmo.